# Yoann Rapinier
Yoann Rapinier (ur. 29 września 1989) – francuski lekkoatleta specjalizujący się w trójskoku.
Dziewiąty zawodnik młodzieżowych mistrzostw Europy w Kownie (2009). Dwa lata później zajął 4. miejsce podczas halowych mistrzostw Starego Kontynentu w Paryżu. W 2013 startował na mistrzostwach świata w Moskwie, na których zajął 12. pozycję. Mistrz igrzysk frankofońskich z Nicei (2013). W 2014 zajął 4. miejsce na mistrzostwach Europy w Zurychu. Medalista mistrzostw Francji.
Rekordy życiowe: stadion – 17,45 (13 lipca 2013, Paryż); hala – 17,23 (6 marca 2011, Paryż).

## Osiągnięcia
| Rok  | Impreza                        | Miejsce | Lokata      | Wynik |
| ---- | ------------------------------ | ------- | ----------- | ----- |
| 2009 | Młodzieżowe mistrzostwa Europy | Kowno   | 9. miejsce  | 16,23 |
| 2011 | Halowe mistrzostwa Europy      | Paryż   | 4. miejsce  | 17,23 |
| 2011 | Młodzieżowe mistrzostwa Europy | Ostrawa | el. –       | NM    |
| 2013 | Mistrzostwa świata             | Moskwa  | 12. miejsce | 15,17 |
| 2013 | Igrzyska frankofońskie         | Nicea   | 1. miejsce  | 17,11 |
| 2014 | Mistrzostwa Europy             | Zurych  | 4. miejsce  | 17,01 |
| 2019 | Halowe mistrzostwa Europy      | Glasgow | 4. miejsce  | 16,72 |